# Пиншань (Сычуань)
Пинша́нь (кит. упр. 屏山, пиньинь Píngshān) — уезд городского округа Ибинь провинции Сычуань (КНР).

## История
Уезд был образован при империи Мин в 1589 году.
В 1950 году был образован Специальный район Лэшань (乐山区专), и уезд вошёл в его состав. В 1956 году уезд был передан в состав Специального района Ибинь (宜宾区专). В 1970 году Специальный район Ибинь был переименован в Округ Ибинь (宜宾地区). В 1996 году постановлением Госсовета КНР округ Ибинь был расформирован, и территория бывшего округа Ибинь стала Городским округом Ибинь.

## Административное деление
Уезд Пиншань делится на 9 посёлков, 4 волости и 2 национальные волости.